# Canada aux Jeux olympiques d'hiver de 1994
Le Canada participe aux Jeux olympiques d'hiver de 1994, organisés à Lillehammer en Norvège. Cette nation prend part aux Jeux olympiques d'hiver pour la dix-septième fois de son histoire. La délégation canadienne, formée de 95 athlètes, remporte treize médailles, dont trois en or, six en argent et quatre en bronze, ce qui lui permet de se classe au septième rang du tableau des médailles.

## Médaillés
| Médaille | Nom                                                              | Discipline                           | Épreuve                    |
| -------- | ---------------------------------------------------------------- | ------------------------------------ | -------------------------- |
| Or       | Myriam Bédard                                                    | Biathlon                             | Sprint 7,5 km femmes       |
| Or       | Myriam Bédard                                                    | Biathlon                             | 15 km femmes               |
| Or       | Jean-Luc Brassard                                                | Ski acrobatique                      | Bosses hommes              |
| Argent   | Elvis Stojko                                                     | Patinage artistique                  | Individuel hommes          |
| Argent   | Équipe du Canada de hockey sur glace                             | Hockey sur glace                     | Hommes                     |
| Argent   | Nathalie Lambert                                                 | Patinage de vitesse sur piste courte | 1 000 mètres femmes        |
| Argent   | Christine Boudrias Isabelle Charest Angela Cutrone Sylvie Daigle | Patinage de vitesse sur piste courte | Relais 3 000 mètres femmes |
| Argent   | Susan Auch                                                       | Patinage de vitesse sur piste courte | 500 mètres femmes          |
| Bronze   | Ed Podivinsky                                                    | Ski alpin                            | Descente hommes            |
| Bronze   | Lloyd Langlois                                                   | Ski acrobatique                      | Saut hommes                |
| Bronze   | Marc Gagnon                                                      | Patinage de vitesse sur piste courte | 1 000 m hommes             |
| Bronze   | Isabelle Brasseur Lloyd Eisler                                   | Patinage artistique                  | Couples                    |